# 沃爾納特希爾 (佛羅里達州)
沃爾納特希爾（英語：Walnut Hill）是位於美國佛羅里達州艾斯康比亞縣的一個非建制地區。該地的面積和人口皆未知。

## 地理
沃爾納特希爾的座標為30°53′08″N 87°30′36″W / 30.88556°N 87.51000°W，而該地的平均海拔高度為79米（即259英尺）。